# Побуна на Самосу
Устанак који је избио на Самосу 440. п. н. е., и касније се проширио и на неке друге полисе показао је Периклову решеност да казни побуњенике. Самос је острво уз обалу Мале Азије, које је давало значајан део савезничке флоте. Када је истим стопама пошао и Византион на обали Босфора, прилике су се додатно погоршале. Постојала је озбиљна опасност да се побуна прошири и на друге савезнике. Уколико би се они још обратили Персији за помоћ, атинска хегемонија у источном делу Егејског мора била би озбиљно угрожена. Све је то утицало на Периклову одлучност да се обрачуна са побуњеницима. Он је на челу атинске флоте отпловио на Самос и почео опсаду истоименог града. Побуњеници су одолевали девет месеци, али су на крају били принуђени да се предају. Морали су да се одрекну флоте и да сруше зидине око града. Убрзо после тога, предали су се и становници Византиона. Перикле је брзим и одлучним делањем успео да сачува атинску поморску империју.